# Quận Appomattox, Virginia
Quận Appomattox là một quận thuộc thịnh vượng chung Virginia, Hoa Kỳ.
Quận này được đặt tên theo. Theo điều tra dân số của Cục điều tra dân số Hoa Kỳ năm 2000, quận có dân số 13.705 người. Quận lỵ đóng ở Appomattox.6

## Địa lý
Theo Cục điều tra dân số Hoa Kỳ, quận có diện tích 335 dặm vuông Anh (867,6 km2), trong đó có 1 dặm vuông Anh (2,6 km2) là diện tích mặt nước.

### Quận giáp ranh
- Quận Nelson, Virginia - bắc
- Quận Buckingham, Virginia - đông bắc
- Quận Prince Edward, Virginia - đông nam
- Quận Charlotte, Virginia - nam
- Quận Campbell, Virginia - tây nam
- Quận Amherst, Virginia - tây bắc

## Thông tin nhân khẩu
Theo điều tra dân số 2 năm 2000, quận đã có dân số 13.705 người, 5.322 hộ gia đình, và 4.012 gia đình sống trong quận hạt. Mật độ dân số là 41 người trên một dặm vuông (16/km ²). Có 5.828 đơn vị nhà ở với mật độ trung bình là 18 trên một dặm vuông (7/km ²). Cơ cấu chủng tộc của dân cư quận bao gồm 75,94% người da trắng, 22,91% da đen hay Mỹ gốc Phi, 0,13% người Mỹ bản xứ, 0,17% châu Á, Thái Bình Dương 0,02%, 0,26% từ các chủng tộc khác, và 0,56% từ hai hoặc nhiều chủng tộc. 0,47% dân số là người Hispanic hay Latino thuộc một chủng tộc nào.
Có 5.322 hộ, trong đó 32,20% có trẻ em dưới 18 tuổi sống chung với họ, 59,70% là đôi vợ chồng ở với nhau, 11,50% có nữ hộ và không có chồng, và 24,60% là các gia đình không. 21,30% hộ gia đình được tạo thành từ các cá nhân và 10,00% có người sống một mình 65 tuổi trở lên. Cỡ hộ trung bình là 2,55 và cỡ gia đình trung bình là 2,94.
Trong quận, cơ cấu độ tuổi dân cư trải rộng với 24,70% dưới độ tuổi 18, 7,10% 18-24, 27,80% 25-44, 25,60% từ 45 đến 64, và 14,80% từ 65 tuổi trở lên là những người. Độ tuổi trung bình là 39 năm. Đối với mỗi 100 nữ có 94,80 nam giới. Đối với mỗi 100 nữ 18 tuổi trở lên, có 91,10 nam giới.
Thu nhập trung bình cho một hộ gia đình trong quận là 36.507 USD, và thu nhập trung bình của gia đình là 41.563 USD. Nam giới có thu nhập trung bình 31.428 USD so với 21.367 USD của nữ giới. Thu nhập bình quân đầu người là 18.086 USD. 11,40% dân số và 8,70% của các gia đình có thu nhập dưới chuẩn nghèo. Trong tổng dân số, 14,10% những người dưới độ tuổi 18 và 21,50% của những người 65 tuổi trở lên đang sống dưới ngưỡng nghèo.